# Ciclismo al XIII Festival olimpico estivo della gioventù europea
Le competizioni di ciclismo al XIII Festival olimpico estivo della gioventù europea si sono svolte dal 28 al 30 luglio a Tbilisi, in Georgia

## Podi

### Ragazzi
| Gara          | Oro                | Tempo     | Argento            | Tempo    | Bronzo            | Tempo    |
| Gara in linea | Samuel Steiger Til | 1h39'57"  | Matúš Štoček       | a 1"     | Fred Wright       | s.t.     |
| Cronometro    | Julius Johansen    | 12'30"025 | Samuel Steiger Til | a 18"723 | Florentin Lecamus | a 19"011 |

### Ragazze
| Gara          | Oro                 | Tempo     | Argento                  | Tempo   | Bronzo        | Tempo   |
| Gara in linea | Letizia Paternoster | 1h18'21"  | Emma Norsgaard Jørgensen | s.t.    | Clara Copponi | s.t.    |
| Cronometro    | Elena Pirrone       | 14'12"430 | Clara Copponi            | a 3"981 | Lauren Dolan  | a 6"691 |